# باهو بیگم
باهو بیگم (به انگلیسی: Bahu Begum) فیلمی هندی محصول سال ۱۹۶۷ و به کارگردانی ام. صدیق است. در این فیلم بازیگرانی همچون مینا کوماری، آشوک کومار، لالیتا پاوار، لیلا میشارا و هلن ایفای نقش کرده‌اند.